# Karkinitski zaljev
Karkinitski zaljev (ukr. Каркінітська затока; rus. Каркинитский залив, Karkinitskiy zaliv; krimskotatarski; Karkinit körfezi) je zaljev Crnog mora koji odvaja sjeverozapadni Krimski poluotok od kopnene Ukrajine. Ime je dobio po ranom grčkom naselju Kerkinitis (Κερκινίτης) na obali Krima na mjestu današnje Jevpatorije.
Sjeveroistočni vrh zaljeva Karkinitis, uz Perekopsku prevlaku, poznat je kao Perekopski zaljev.

## Povijest
Na Mercatorovoj karti svijeta iz 1569. zaljev je nazvan Golfo de Nigropoli po gradu na sjevernoj obali Ponta Euxeina. Nigropoli je bio grad koji je, kako kaže izvor iz 18. stoljeća, "bio smješten na rijeci Silch koja utječe u Pontus Euxeinus zapadno od Krima i tvori vlastiti zaljev"; spomenuta rijeka najvjerojatnije je Dnjepar.
Prema Strabonu, drugi naziv za zaljev Carcinites bio je zaljev Tamyraca.

## Zaštita
Dio zaljeva je zaštićen kao Karkinitski ornitološki rezervat, a veći dio područja zaljeva je Ramsarsko područje Karkinitski i Džarilgatski zaljev.

## Vanjske poveznice
|  | Zajednički poslužitelj ima još gradiva o temi Karkinitski zaljev |

- Mercatorova karta . Barry Lawrence Ruderman, Antique Maps Inc.